# Дідрик жовтогорлий
Ді́дрик жовтогорлий (Chrysococcyx flavigularis) — вид зозулеподібних птахів родини зозулевих (Cuculidae). Мешкає в Західній і Центральній Африці.

## Опис
Довжина птаха становить 19 см. У самців верхня частина тіла темно-зелена, горло і верхня частина грудей жовті, решта нижньої частини тіла біла, сильно поцяткована вузькими темно-коричнево-зеленими смужками. У самиць жовта пляма на нижній частині тіла відсутня, горло і груди мають таке ж забарвлення, що і решта нижньої частини тіла. 

## Поширення і екологія
Жовтогорлі дідрики мешкають в Сьєрра-Леоне, Гвінеї, Ліберії, Кот-д'Івуарі, Гані, Того, Беніні, Нігерії, Камеруні, Центральноафриканській Республіці, Екваторіальній Гвінеї, Демократичній Республіці Конго, Республіці Конго, Уганді і Південному Судані. Вони живуть в кронах вологих рівнинних тропічних лісів. Живляться переважно гусінню, а також іншими комахами. Як і багато інших видів зозуль, білочереві дідрики практикують гніздовий паразитизм, відкладаючи яйця в гнізда іншим птахам, зокрема сіроголовим мухоловкам.